# Lega (Ethnie)

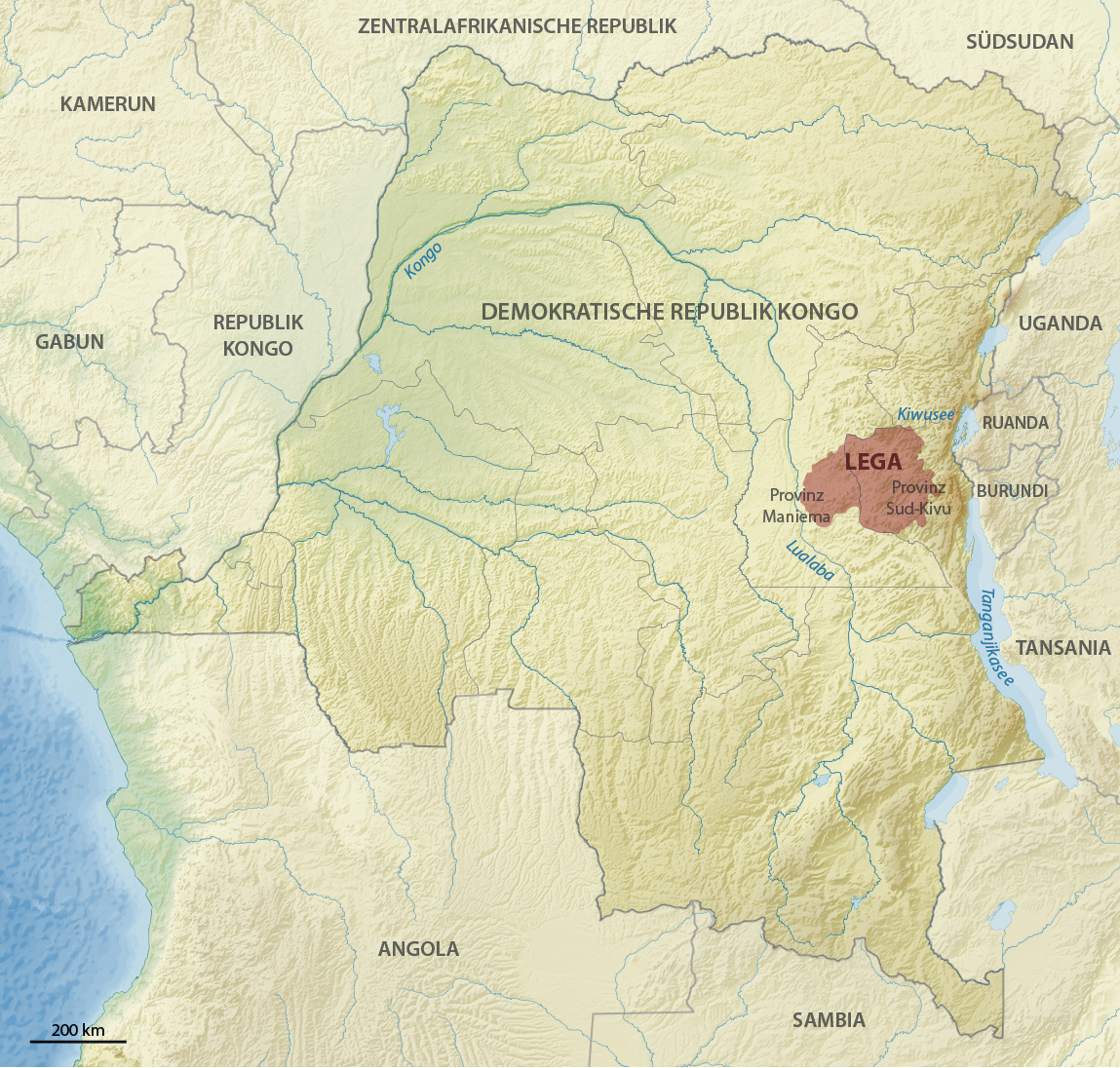
Siedlungsgebiet der Lega

Die Lega (auch Mulega oder Balega, früher auch Warega) sind eine Ethnie aus dem Osten der Demokratischen Republik Kongo. Sie bewohnen heute ein Gebiet östlich des Lualaba, um dessen Zuflüsse Elila und Ulindi. Administrativ umfasst das Hauptsiedlungsgebiet den Bezirk Pangi in der Provinz Maniema und die Bezirke Mwenga und Shabunda in der Provinz Sud-Kivu. Sie sprechen die Bantusprache Kilega in verschiedenen Dialekten. Im Jahre 1973 wurde ihre Anzahl auf etwa 225.000 geschätzt.

## Kultur

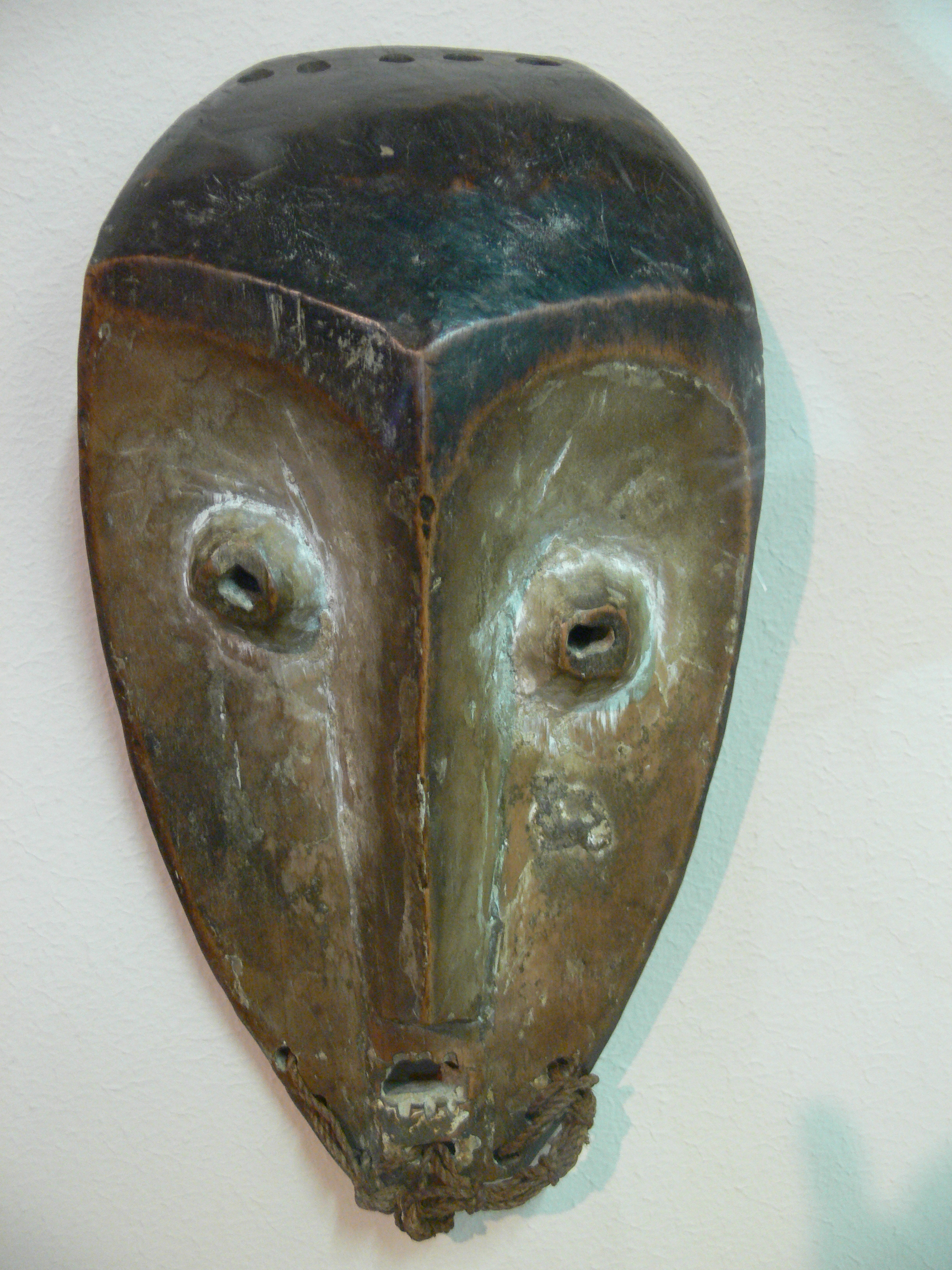
Maske der Bwami-Gesellschaft

Die Lega leben traditionelle von Landwirtschaft, Jagd und Fischfang. Bekannt sind sie für geschnitzte Objekte aus Holz und Elfenbein.
Die Lega haben keine zentralisierte politische Macht bzw. einen König; die einzelnen Dörfer und Clans werden von Häuptlingen, deren Status nicht vererbbar ist, geführt. Demgegenüber steht eine hierarchische Bwami-Gesellschaft mit überregionaler Reichweite; diese kann indirekten Einfluss auf die Häuptlinge ausüben. Die Bwami-Gesellschaft strebt nach einer humanistischen Moral, dem Schönen und Guten, vergleichbar mit dem griechischen Kalokagathia. Jede Stufe innerhalb der Gesellschaft hat spezifische Initiationsriten und wird von dem Bewerber freiwillig eingegangen. Die erreichte Stufe wird über die Art der Maske und andere geschnitzte Objekten angezeigt.

## Geschichte
Es wird angenommen, dass die Vorfahren der Lega aus dem Territorium des heutigen Uganda stammen. Sie bewohnten später die Gegend um Ubundu (Ponthierville) am Lualaba, mussten jedoch nach Süden weichen, weil sie von anderen Ethnien bedrängt wurden. Zuerst erreichten sie das Gebiet zwischen den Flüssen Lowa und Ulindi und später ihr heutiges Siedlungsgebiet, das Legaland, weiter südlich. Im 19. Jahrhundert wuchs der arabische Einfluss aus Ostafrika und das Siedlungsgebiet der Lega wurde von arabischen Handelszentren, deren wichtigste Waren Elfenbein und Sklaven waren, eingekreist. Die Lega zogen sich zwar in unzugänglichere Gebiete mitten im Regenwald zurück, wurden aber trotzdem von Sklavenfängern attackiert. In der Zeit des Kongo-Freistaats blieb das Gebiet der Lega unter arabischer Kontrolle z. B. durch Tippu-Tip. Der spätere Krieg von Belgisch-Kongo gegen die Araber (1892–1895) wurde hauptsächlich außerhalb des Gebietes der Lega geführt und endete mit einer Niederlage der Araber. Ab 1902 besetzten die Belgier nach und nach das Gebiet der Lega. Sie hatten aber wegen der dezentralen Machtstruktur, den früheren Absprachen zwischen Arabern sowie den lokalen Häuptlingen und der diffusen Bwami-Gesellschaft Probleme das Gebiet wirklich zu kontrollieren. 1908 wurde die erste christliche Mission eröffnet, weitere folgten. Ab 1923 entwickelte sich der Bergbau zu einem wichtigen Wirtschaftsfaktor, was zu einem Umbau der traditionellen Lega-Kultur führte. In manchen Gebieten arbeitete bis zu der Hälfte der Lega im Bergbau; die belgische Verwaltung erzwang eine Änderung der Landwirtschaft, um die Lebensmittelversorgung sicherzustellen. Ein kleiner Teil der Lega lebte bis 1994 in Ruanda; der 1994 ausgebrochene Bürgerkrieg zwang sie zur Flucht.